# Winnebago County (Illinois)
Winnebago County is een county in de Amerikaanse staat Illinois.
De county heeft een landoppervlakte van 1.331 km² en telt 278.418 inwoners (volkstelling 2000). De hoofdplaats is Rockford.